# Amnesty International
«Міжнародна амністія» (англ. Amnesty International, також відома як Amnesty, AI) — неурядова організація, заснована 1961 року в Британії, що має на меті досліджувати та запобігти грубим порушенням прав людини, а також допомагати тим, чиї права було порушено.
Це міжнародний рух із 7 мільйонів учасників, що привертають увагу до порушення прав кожної людини. До завдань організації входить мобілізація громадськості для тиску на осіб, що порушують права людини.
З 2014 року організація неодноразово звинувачується у маніпулятивності звітів та лобіюванні російських інтересів, зокрема критикою декомунізації, звинуваченнями ЗСУ в катуваннях та порушенні правил ведення війни. Водночас, замовчування організацією масового вбивства росіянами українських полонених в Оленівці український уряд, журналісти та громадськість розцінюють як дезінформацію та сприяння російській пропаганді.

## Історія

### Історія заснування
Amnesty International була заснована у липні 1961 року у Лондоні англійським юристом Пітером Бененсоном. У листопаді 1960 року, читаючи газету, його увагу привернула історія двох португальських студентів, яких засудили до семи років позбавлення волі за те, що вони підняли тост «За свободу». Ця історія настільки обурила Бененсона, що він вирішив написати статтю, яка отримала назву «Забуті в'язні». Матеріал привернув увагу читачів до становища людей, яких «ув'язнили, катували і стратили тільки за те, що їхні думки та релігійні погляди були неприйнятними для влади», інакше кажучи — до порушення урядами статей 18 та 19 Загальної декларації прав людини. Публікація ознаменувала початок кампанії «Appeal for Amnesty 1961» (Кампанія за амністію 1961). Її мета полягала у мобілізації суспільної думки на захист тих, кого Бененсон назвав в'язнями сумління. Звернення «Appeal for Amnesty 1961» передрукувало багато міжнародних газет. У тому ж році з'явилась книга Бененсона під назвою «Persecution 1961» («Переслідування 1961»), в якій розповідалось про декількох в'язнів сумління. У липні 1961 року ініціатори кампанії вирішили, що звернення «Appeal for Amnesty 1961» складе основу постійно діючої організації.
30 вересня 1962 року організація отримала офіційну назву Amnesty International.

### 1961—1999
Першими кроками у діяльності організації стало створення бібліотеки документів про в'язнів сумління, а також заснування «Мережі трьох», через яку кожна група Amnesty International, яких на початку діяльності нараховувалося 7, взяла під свою опіку трьох в'язнів із різних географічних і політичних регіонів, наголошуючи на неупередженості роботи групи.
До середини 1960-х років глобальна присутність Amnesty International збільшилася, тому було засновано Міжнародний секретаріат та Міжнародний виконавчий комітет. Ці органи створювалися для керівництва національними підрозділами Amnesty International, тобто секціями, що з'явилися у ряді країн. Міжнародний рух став узгоджувати основоположні принципи і методи своєї роботи.
Діяльність Amnesty International, а також її вплив стали помітними і в міжурядових організаціях: ще до кінця 1960-х років організація отримала статус консультанта при ООН, Раді Європи та ЮНЕСКО.
У 1970х роках організація продовжила захищати в'язнів сумління і одночасно розширювала сферу своєї діяльності, до якої увійшли проблеми справедливості судового розгляду та протидії тривалим термінам утримання під вартою без передачі справ до суду. Особливу увагу приділяли питанням недопущення використання тортур до ув'язнених. У 1977 році Amnesty International отримала Нобелівську премію за «внесок у забезпечення умов для свободи, справедливості, а отже, і миру у світі». А наступного року організації було присуджено премію ООН у галузі прав людини за «значні внески у галузь прав людини».
Кількість членів Amnesty International зросла з 15 000 осіб в 1969 році до 200 000 у 1979.
У 1980-х роках організація продовжувала відстоювати права в'язнів сумління боротися з тортурами. У світі з'явилися нові проблеми, включаючи позасудові страти; видачі людей з однієї країни в іншу військовими, спецслужбами і поліцією; політичні вбивства та зникнення, що становили інтерес для AI. До кінця десятиліття відмітилася тенденція збільшення кількості біженців у всьому світі — проблема, що також турбувала Amnesty International.
Крім другої за рахунком кампанії проти тортур, що відбулася у першій половині десятиліття, ще однією масштабною кампанією 1980-х років став тур «Human Rights Now!» (Права людини — зараз!). У ньому взяли участь багато відомих музикантів і гуртів того часу, які виступали на концертах на честь 40-ї річниці прийняття Загальної декларації прав людини.
У 1990-х роках Amnesty International продовжувала розвиватися під керівництвом Генерального секретаря П'єра Сані (уродженця Сенегалу). AI як і раніше займалася широким спектром питань і не залишалася осторонь від світових подій.
Amnesty International була змушена відреагувати на порушення прав людини, що відбуваються в умовах розростання збройних конфліктів у таких країнах та регіонах, як Ангола, Східний Тимор, Перська затока, Руанда, Сомалі і територія колишньої Югославії.
Зокрема, Amnesty International, звертала увагу на порушення прав певних категорій людей, у тому числі біженців, представників расових, етнічних і релігійних меншин, жінок, а також страчених і засуджених до смертної кари. Кампанія та звіт, приурочені цим проблемам, довели, що Amnesty International, висвітлюючи гострі питання і організовуючи кампанії, залишається вірною основоположним принципам своєї діяльності.
На міжурядовому рівні Amnesty International виступала за створення посади Верховного комісара ООН з прав людини (заснована в 1993 році) і Міжнародного кримінального суду (заснований у 2002 році).

### Після 2000
Після 2000 року Amnesty International включила до порядку денного виклики, які принесла із собою глобалізація і наслідки терористичної атаки на США 11 вересня 2001 року. Проблема глобалізації викликала значні зміни в політиці організації. Сфера її діяльності розширилася і тепер охоплювала економічні, соціальні та культурні права. Раніше організація відмовлялася від роботи в цьому напрямку. Amnesty International порахувала подібні зміни в роботі вкрай важливими не тільки у зв'язку з посиленням принципу неподільності всіх прав людини, який пропагує організація, але і з причини зростаючого впливу комерційних підприємств і підриву суверенності багатьох держав в результаті глобалізації.
У першій половині нового десятиліття, Amnesty International також звернула свою увагу на насильство щодо жінок, контроль за світовою торгівлею зброєю, занепокоєнням щодо ефективності ООН і припинення тортур. Разом зі своїми членами, яких до 2005 року нараховувалося близько двох мільйонів, Amnesty International продовжила також роботу зі звільнення в'язнів сумління.
Після активної кампанії Amnesty International та її партнерів по Всесвітній коаліції проти смертної кари, Генеральна Асамблея ООН вперше в історії прийняла резолюцію, що закликала до введення всесвітнього мораторію на смертну кару.
У 2008 році Amnesty International розпочала нову масштабну кампанію «Вимагаємо гідності», темами якої є материнська смертність, нетрі, відповідальність корпорацій та встановлення прав людини як закону. Теми кампанії засновані на Цілях Розвитку Тисячоліття 2000.
У 2010 році новим Генеральним секретарем Amnesty International став Саліл Шеті, а кількість активістів, прихильників підписантів та членів Amnesty International перевищила 3 млн людей у більш ніж 150 країнах у всьому світі.
У рамках святкування своєї 50-ї річниці у 2011 році, Amnesty International виголосила тост за свободу, згадавши історичний момент свого заснування. А у всьому світі продовжуються акції щодо смертної кари, свободи самовираження, репродуктивних прав, міжнародної справедливості та зупинення корпоративних зловживань.
У 2025 році Amnesty International було оголошено «небажаною організацією» в Росії.

## Цілі та принципи
Важливу роль у позиції Amnesty International має відношення до насильства. Якщо політичний в'язень після справедливого розгляду справи засуджений за дії, пов'язані з насильством, то Amnesty International не вимагає його звільнення.
При цьому організація не висловлюється з приводу питання про виправданість насильства в конкретних обставинах. Слід вказати, що Amnesty International не є принциповим противником використання насильства для досягнення політичних цілей у всіх випадках, оскільки в преамбулі Загальної декларації прав людини говориться, що «необхідно, щоб права людини охоронялися силою закону з метою забезпечення того, щоб людина не була змушена вдаватися, як останній засіб до повстання проти тиранії і гноблення».
Amnesty International не підтримує і не засуджує загалом застосування насильства опозиційними групами, так само як і не підтримує і не засуджує дії влади, що здійснюють збройну боротьбу з озброєними опозиційними рухами. Однак Amnesty International закликає як представників влади, так і збройні опозиційні групи дотримуватися певних необхідних гуманітарних принципів. Якщо опозиційна група катує чи вбиває полонених, захоплює заручників або здійснює навмисні вбивства невинних людей, то Amnesty International засуджує такі дії.

## Основні напрямки діяльності
- права жінок,
- права дітей,
- викорінення тортур,
- скасування смертної кари,
- права біженців,
- права в'язнів сумління,
- захист людської гідності.

Зокрема, організація переслідує такі конкретні цілі: скасування смертної кари; припинення позасудових страт та зникнень; забезпечення відповідності умов утримання у в'язницях міжнародним стандартам в галузі прав людини; гарантування своєчасних і справедливих судових розглядів у справах всіх політичних ув'язнених; гарантування безкоштовної освіти дітям у всьому світі; боротьба з безкарністю через органи судово-правової системи; припинення вербування та використання дітей-солдатів; звільнення всіх в'язнів сумління; зміцнення економічних, соціальних та культурних прав знедоленого населення; захист інтересів правозахисників; заохочення релігійної терпимості; припинення тортур та нелюдського ставлення; кінець незаконним вбивствам в умовах збройних конфліктів і захист прав біженців, мігрантів та шукачів притулку.
На тлі глобальної фінансово-економічної кризи, з травня 2009 року Amnesty International розпочала нову кампанію «За гідне ставлення!». Її мета — покласти край бідності в усьому світі, домогтися визнання та захисту прав бідних. Ця кампанія зачіпає всі людські права, оскільки саме сукупність порушень громадянських, культурних, економічних, політичних і соціальних прав веде до бідності та її посилення.
Для досягнення перерахованих цілей Amnesty International виробила ряд методів, що дозволяють домогтися широкого розголосу інформації та мобілізувати громадську думку. Однією зі своїх найсильніших сторін організація вважає публікацію неупереджених, достовірних доповідей. Мобілізація громадської думки може здійснюватися у формі кампаній на захист конкретних осіб, кампаній по країні або тематичних кампаній.
У ситуаціях, що вимагають її невідкладної уваги, Amnesty International заохочує до дії учасників діючих мереж акцій термінової допомоги або кризових мереж; в інших випадках вона вдається до допомоги своїх членів. На думку організації, однією з найсильніших її сторін є численні людські ресурси.

## Структура
Здебільшого, Amnesty International складається з добровольців, проте в організації працює невелике число фахівців, праця яких оплачується. У країнах, де присутність Amnesty International найбільш помітна, члени організовуються в секції. Секції координують основну роботу організації, в якій, як правило, бере участь дуже багато членів (деякі з них об'єднуються в групи), а також роботу фахівців. У кожній секції є правління. У 2005 році в світі налічувалося 52 секції AI. Також існують структури, тобто організації, які в майбутньому можуть стати секціями. Вони також координують основну роботу, проте мають менш чисельний членський склад і невелику кількість співробітників. У тих країнах, де поки немає секцій або структур Amnesty International, охочі можуть стати міжнародними членам.
Існує ще дві моделі структурної організації: міжнародні мережі (вони займаються певними темами або мають конкретне призначення) та афілійовані групи, які виконують ту ж роботу, що і групи в секціях, але самостійно.
Інтереси згаданих вище організацій представляє Міжнародний рада, яку очолює голова. Члени секцій та структур вправі призначати до Ради одного або кількох представників залежно від чисельності членського складу. Міжнародна рада вправі запрошувати на засідання представників міжнародних мереж та інших осіб, однак право голосу при цьому зберігається тільки за представниками секцій та структур. Функція Міжнародної ради полягає в тому, щоб призначати склад внутрішніх керівних органів, забезпечувати їх підзвітність і визначати напрямок діяльності руху. Засідання Міжнародної ради проходять раз на два роки.
Міжнародний виконавчий комітет (МВК) під керівництвом голови складається з восьми членів і завідувача казною МВК. Склад МВК обирається Міжнародною радою, інтереси якої він представляє. Засідання комітету проходять два рази на рік. Роль Міжнародного виконавчого комітету полягає в тому, щоб приймати рішення від імені Amnesty International, реалізовувати стратегічні плани, вироблені Міжнародною радою, та стежити за дотриманням статуту організації.
Міжнародний секретаріат (МС) відповідає за діяльність Amnesty International і управління її повсякденними справами. Керують міжнародним секретаріатом МІК і Міжнародна рада. У МС працюють приблизно 500 фахівців ; його очолює Генеральний секретар. МС здійснює кілька робочих програм в таких напрямках, як міжнародне право і організації, дослідження, кампанії, мобілізація і комунікація. З дня заснування МС в середині 1960-х років його офіс знаходиться в Лондоні.
Організація фінансується в основному за рахунок внесків і пожертвувань з різних країн. Організація не приймає фінансової допомоги від урядів і урядових організацій.

## Напрямки діяльності

### Кампанія «За права людини в Білорусі»
Amnesty International в Україні та інші правозахисні організації закликають Президента та Парламент Республіки Білорусь негайно ввести мораторій на винесення та виконання смертних вироків, що стане першим кроком на шляху до повного скасування смертної кари в країні.

### В Україні
Перша група Amnesty International в Україні з'явилася 24 березня 1991 року в Дрогобичі Львівської області. Її організував, а пізніше очолив Мирослав Маринович, відомий український правозахисник та в'язень сумління у минулому. Впродовж усього часу своєї діяльності в Україні Amnesty International спрямовувала зусилля на захист конкретних в'язнів сумління в різних країнах світу, захист прав біженців, відстоювання рівності та боротьбу з проявами дискримінації у суспільстві. Крім того, в Україні організація вела інформаційно-просвітницьку діяльність про права людини, у тому числі в навчальних закладах, привертала уваги широкої громадськості до проблем порушення та нехтування правами людини у різних регіонах світу, спонукала до участі в правозахисному русі та відстоюванні загальноприйнятих норм та стандартів прав людини. Зокрема, організація успішно провела кампанію за скасування смертної кари в Україні.
Прихильники та члени Amnesty International в Україні брали активну участь у всесвітніх кампаніях Amnesty International: на захист релігійної свободи (1993 р.), проти «зникнень» і політичних вбивств (1994 р.), на захист прав жінок (1995 р.), проти порушень прав людини в Китаї (1996 р.), проти порушень прав людини в Туреччині (1996—1997 рр.), на захист прав біженців (1997 р.), по відзначенню 50- та 60-річчя Загальної Декларації прав людини (1998 та 2008 р. р.), проти порушень прав людини в США та по захисту прав дітей (1999 р.), проти порушень прав людини в Саудівській Аравії та проти тортур (2000—2002 рр.), проти порушень прав людини в Російській Федерації (30.10.02-30.12.03), проти насильства над жінками (2004—2006 р.р.), кампанія «Вимагаємо гідності» (з 2008 р). Міжнародна Амністія в Україні лобіює уряд України для беззастережної ратифікації Україною міжнародних угод.

#### Кампанія «Зупинимо тортури в Україні»
Метою кампанії є покласти край катуванням та іншим видам жорстокого поводження з боку міліції. У своїх звітах організація визначила рад причин тортур у міліції. Серед них, вона назвала:
- критерії оцінки їх роботи, згідно з якими міліціонери мають розкрити максимальну кількість злочинів; а отже, за допомогою жорстокого поводження міліціонери вибивають зізнання;
- корупція — катуючи, міліціонери вимагають гроші в родичів жертви;
- безкарність. Організація наголошує, що існуюча система, де прокурори відповідальні за розслідування скарг про порушення прав людини працівниками міліції, не працює.

Amnesty International закликає владу України створити новий незалежний орган для розслідування скарг про катування міліціонерами.

#### Кампанія «Подолаємо дискримінацію в Європі»
Amnesty International в Україні підтримує Прайди у східній та центральній Європі, зокрема і в Україні, щоб забезпечити реалізацію права на самовираження та мирні збори представників ЛГБТ спільноти.

#### Робота над індивідуальними справами

##### Мережа акцій термінової допомоги
Акції термінової допомоги (Urgent Actions) оголошуються задля допомоги жертвам порушень прав людини та вимагають оперативних дій якомога більшої кількості людей. Вони були розроблені як засіб швидкого реагування за умов, коли страта, тортури та «зникнення» найбільш імовірні. Невідкладні заходи застосуються щодо затриманих або ув'язнених, які потребують медичної допомоги, якщо їх катують або якщо умови утримання під вартою загрожують їх життю.
Здійснення тиску на відповідальних осіб та органи влади шляхом одночасного надсилання петицій зі всього світу Amnesty International допомагає рятувати життя, зупиняючи застосування тортур та інших форм жорстокого поводження, запобігаючи виконанню смертних вироків, захищаючи від переслідувань захисників прав людини, надаючи змогу отримати доступ до медичної допомоги та справедливого судочинства, сприяючи недопущенню інших жахливих порушень прав людини.
Крім цього, під час цієї відповідальної роботи виникає уявлення про реальний обсяг суперечливостей в міжнародному праві та релігієзнавстві, розширюється коло уявлень про світ.

##### «Марафон написання листів»
Марафон написання листів — це щорічний захід Amnesty International, який зазвичай відбувається до Дня прав людини (10 грудня). В рамках цього заходу люди у всьому світі одночасно пишуть листи на захист конкретних осіб, чиї права порушені, та на знак солідарності з ними.
Листи пишуть, щоб приділити трохи більше уваги й часу тим, хто цього потребує, та щоб показати небайдужість. Також, таким чином організація здійснює тиск на уряди країн, де відбуваються порушення прав людини. За допомогою Марафону люди висловлюють солідарність із жертвами порушень прав людини та намагаються реально змінити людські долі.
Ідея марафону народилася у Варшаві, у місцевій групі Amnesty International. З часом, марафон став всесвітньою акцією, яка щороку проходить у ряді країн Західної Європи, США і навіть в Новій Зеландії і на Бермудах.

## Критика організації
Критику Amnesty International можна поділити на три категорії: звинувачення у вибірковому підході до інформації, звинувачення в ідеологічній упередженості та звинуваченні у недостовірній інформації, яку подають за істину.
Щодо другого, то уряди багатьох країн, в тому числі СРСР, Демократичної Республіки Конго, Китаю, В'єтнаму, Росії і Сполучених Штатів Америки виступали проти Amnesty International, оскільки, на їхню думку, організація поширює упереджену інформацію та не вважає загрозу безпеці за пом'якшувальну обставину. Дії урядів цих країн (і інших держав, які критикують Amnesty International) стали предметом заклопотаності організації в числі інших проблем в області прав людини. Також шведське відділення організації звинуватили в захисті ринку послуг інтимного характеру. Організація послідовно підтримує легалізацію проституції.

### Критика декомунізації
Значного розголосу набула критика декомунізації та затримки прихильників комунізму. Так директорка Amnesty International в Україні Оксана Покальчук заявила: «Заборона символіки, пов'язаної з комуністичною партією і радянським минулим, є порушенням права на свободу вираження, а затримання мирних демонстрантів є кроком в обмеженні свободи вираження і мирних зібрань з боку української влади». В Amnesty International в Україні наполягають, що всіх затриманих учасників протесту слід звільнити. «Заборона радянської символіки є неприпустимою», — вважає Покальчук.
Віце-прем'єр-міністр України В'ячеслав Кириленко розкритикував цю заяву: «Таке враження, що заяву писали в Кремлі. Комуністичний ГУЛАГ знищив 50 млн осіб, терор голодом в Україні — 7 млн. Злочини нацизму і комунізму однаково засуджені в Європі. В Україні заборонена символіка і нацистів, і комуністів. „Правозахисники“ не знають?»

### Російсько-українська війна
Стосовно України були заяви від Amnesty International про незаконне затримання людей в зоні бойових дій (АТО) їхнє катування такими батальйонами як «Айдар», «Азов» тощо, що викликало значний суспільний резонанс та поставило на порядок денний питання включення добровольчих батальйонів в структуру Збройних Сил України, а також дотримання стандартів прав людини, зокрема і під час ведення бойових дій.
У вересні 2017 року організація повідомила про незаконне постачання української зброї до Південного Судану, у розпорядженні організації виявився контракт на постачання партії зброї через компанію-прокладку, зареєстровану в Великій Британії до Саудівської Аравії та згодом Південного Судану як кінцевого отримувача. Немає даних про те, чи був цей контракт реалізований, проте, за даними Державної служби експортного контролю поставки зброї до Південного Судану були припинені після 2016 року.
4 серпня 2022 року організація опублікувала доповідь, у якій звинуватила Україну в порушенні правил війни, а саме в порушенні гуманітарного права і створенні небезпеки для мирних жителів через нібито розміщення ЗСУ військових баз у житлових районах, школах і лікарнях.
Того самого дня Оксана Покальчук заявила, що її офіс заперечував проти цієї публікації через її односторонність.

Міністр закордонних справ України Дмитро Кулеба закликав організацію «припинити створювати фальшиву реальність» і шукати «фальшивий баланс» між злочинцем і жертвою. Радник глави Офісу президента Михайло Подоляк заявив, що Amnesty International бере участь у російській кампанії з дезінформації, яку та проводить на фоні військової вторгнення в Україну. Президент Зеленський назвав доповідь «аморальною вибірковістю», яка допомагає державі-терористу.
Посол Британії в Україні Мелінда Сіммонс пояснила організації, що «єдине, що загрожує мирним жителям України, це російські ракети, зброя та мародерство російських військ. Крапка. Якби Росія припинила вторгнення в Україну, небезпеки не було б».
12 серпня голова фінської філії АІ Франк Йоханссон заявив, що організація втратила 400 донорів після публікації «звіту» зі звинуваченнями на адресу ЗСУ. Йоханссон стверджував, що звіт мав недостатньо контексту і згадок про злочини військ РФ, а сама організація припустилася величезної помилки в комунікації і це спричинило втрату довіри.

## Нагороди
- Премія Еразма (1976)
- Нобелівська премія миру (1977)
- Премія ООН в області прав людини (1978)
- Європейська Премія з Прав Людини (1983)
- Орден Свободи (Португалія) (1984)
- Премія Джорджа Полка (1984)
- Медаль ґезів (1987)
- Премія Улофа Пальме (1991)